# Howard Staunton

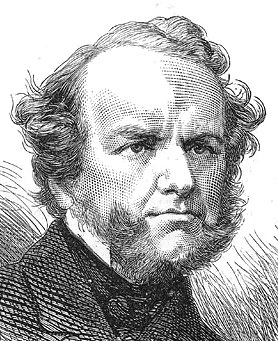
Howard Staunton

Howard Staunton (n. 1810 — d. 22 iunie 1874) a fost un celebru șahist englez, care este considerat neoficial drept campion mondial al acestui joc (1843-1851).